# La Quiaca
La Quiaca és una ciutat situada al nord de la província de Jujuy, Argentina capçalera del departament de Yavi; serveix de passada fronterer amb Bolívia.
Dista per carretera 290 km de San Salvador de Jujuy. La Quiaca es troba comunicada amb les altres poblacions i zones de l'Argentina mitjançant la Ruta Nacional 9 i el Ferrocarril General Belgrano; mentre que les Rutes Provincials: RP 5 la comunica amb Santa Catalina, Santa Victoria, Iruya i altres poblacions de l'extrem nord argentí; RP 69 fins a Còndor i la RP 67 a Cangrejillos i Cangrejos.
La Quiaca té a més importància turística per la cultura de la gent que l'habita, i per estar situada en les àrides terres de l'altiplà de la puna i en el nord del Congost de Humahuaca.

## Història
El primer antecedent de La Quiaca ho vam trobar en l'any 1772, quan el comissionat Alonso Carrió de la Vandera va crear una posta propera a la posta dels Colorados. El lloc va ser punt de disputa, ja que es considerava que allí acabava la jurisdicció de Buenos Aires i començava la de Potosí, donant lloc a intenses batalles que van acabar quan es va ordenar l'habilitació d'una oficina telegràfica.
Pocs anys després, es va començar amb els passos per a fundar oficialment el poble i va ser el 10 de setembre de 1883 quan, d'acord amb les indicacions del governador E. Tello, es va procedir a demarcar el "àrea de terrenys per a solars de població i ejidos". Amb data 12 de maig de 1886, es va donar naixement a la primera escola, tot i que la ciutat no tenia oficialment data de fundació efectiva.
Per l'any 1900, La Quiaca va començar a constituir-se definitivament com població. Influència decisiva en això va tenir el pronunciament de la Comissió Mixta Internacional Argentina-Boliviana, que en l'any 1900 i sota la presidència de l'enginyer Miguel Iturbe es va decidir per la construcció de la línia ferroviària internacional, pel qual es disposava la prolongació de la línia fèrria de Jujuy fins a La Quiaca. Aquest anhel es va concretar el 30 de desembre de 1907, oportunitat que arribava a La Quiaca el primer tren a la frontera. El 28 de febrer de 1907 es va promulgar la llei Nº 134, donant-se creació al poble de La Quiaca i, després d'anys de gestions, es va concretar aquest anhel.
El 27 de setembre de 1914, el Superior Govern de la Província designa la primera Comissió Municipal de La Quiaca. L'1 de juny de 1917, sota la presidència d'Ernesto Clars, la Legislatura de la Província de Jujuy declarava a La Quiaca cabdal del departament de Yavi, mitjançant la sanció de la llei Nº 325. El 9 de desembre de 1945 es va establir en instal·lacions que pertanyien a una unitat de l'Exèrcit Argentí, l'Esquadró 21 "La Quiaca" de Gendarmería Nacional. El seu primer Cap va ser el segon comandant Fernández Castellans.
Ciutat fronterera envoltada per dos rius, un dels quals és límit amb Bolívia, la petita població va ser creixent fins a l'actualitat amb les seves característiques pròpies. Les construccions s'alcen en una vall envoltada de turons i són, en la seva majoria, d'atovó revocat o de maons molt comuns en la zona del nord. És l'única ciutat del nord puneny que posseïx tots els serveis bàsics, un dels assentaments urbans més importants del nord-oest argentí.

## Població
La ciutat de La Quiaca comptava amb un total de 14.753 habitants segons les dades del INDEC, cens de l'any 2001.
S'estima que actualment la població de La Quiaca és de 18.000 habitants

## Clima
El clima de La Quiaca és àrid, amb gran amplitud tèrmica diària, característic de tota la regió de puna jugenya.
La temperatura mitjana és de 9,7 °C, una oscil·lació anual escassa, de tan sols 10,8 °C i unes precipitacions anuals de 370,6 mm.
Els estius són frescos, amb temperatures mitjanes per sota dels 15 °C, màximes que rares vegades superen els 25 °C i relativament humits, ja que concentren més del 80% de les pluges anuals.
Els hiverns són molt secs i freds, tot just plou i la temperatura mitjana se situa fins i tot per sota dels 5 °C. AL ser el període sec l'oscil·lació diària és molt alta arribant a superar-se de mitjana els 20 °C de diferència entre el dia i la nit, pel que les mínimes són molt baixes, per sota els -5 °C i rècords de -15 °C